# オーラミン
オーラミン (Auramine O) は、蛍光染色に用いられるジアリルメタン色素である。純粋なものは黄色の針状結晶となる。水に非常に溶けやすく、エタノールにも溶ける。
抗酸染色と同様に、細胞壁にミコール酸を含むマイコバクテリウム属などの抗酸菌の染色にも用いることができる。また、蛍光のシッフ試薬としても用いることができる。
ローダミンBとともに結核菌のオーラミン-ローダミン染色に用いられるほか、殺菌剤としても用いられる。
かつて日本ではたくあんなどの着色料に用いられていたが、毒性の強さが問題視されて1953年に使用禁止となっている。